# Henckelia briggsioides
Henckelia briggsioides là một loài thực vật có hoa trong họ Tai voi (Gesneriaceae). Loài này được W.T. Wang mô tả khoa học đầu tiên năm 1982 dưới danh pháp Chirita briggsioides.